# Fritz Heckert (Glasfabrikant)

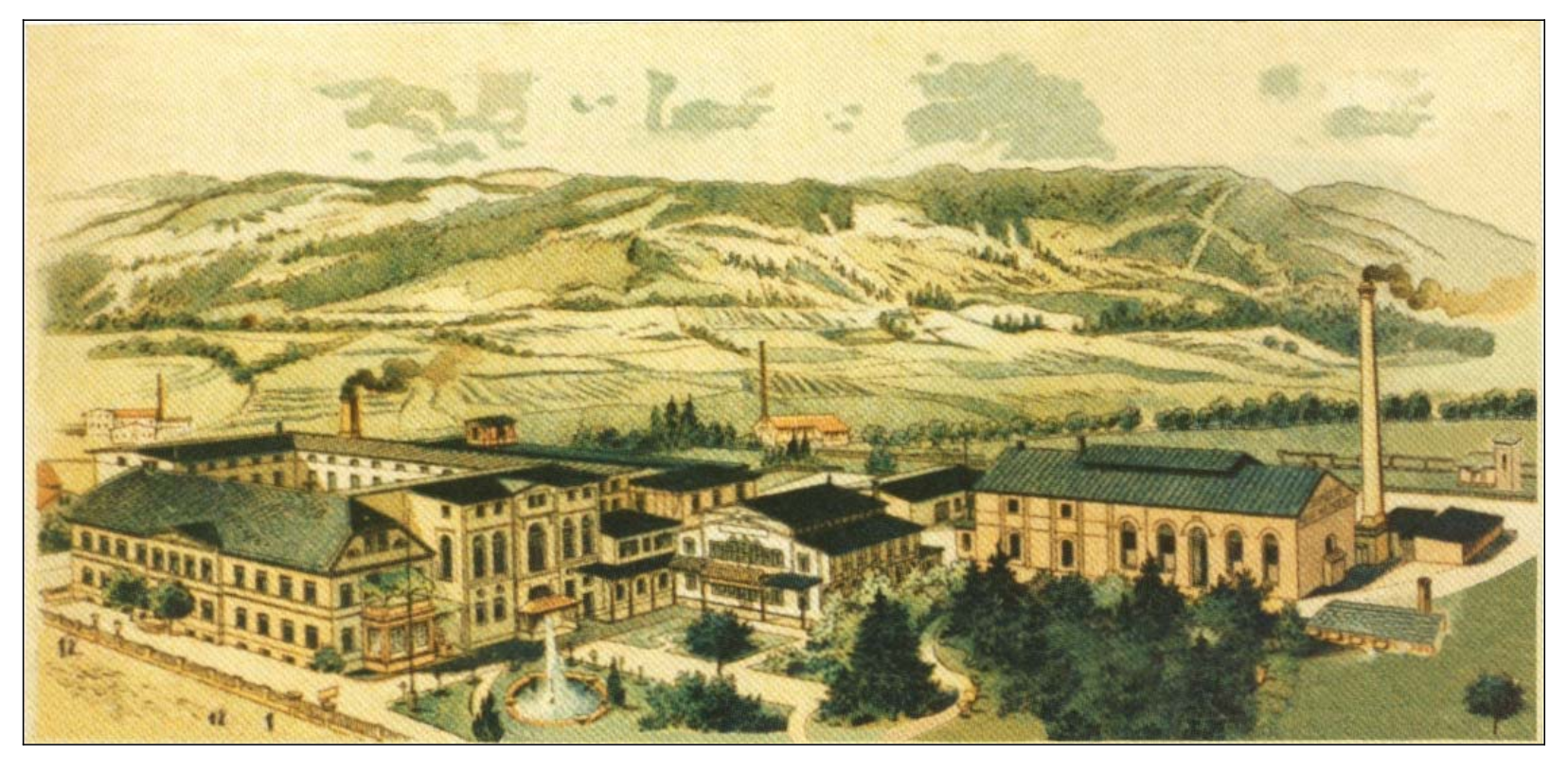
Glashütte in Petersdorf

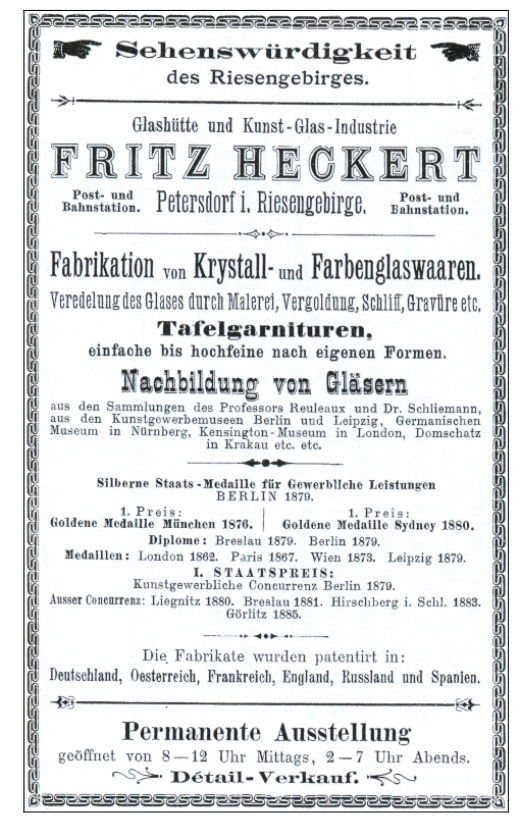
Annonce der Firma Heckert

Friedrich „Fritz“ Wilhelm Heckert (* 17. April 1837 in Halle (Saale); † 22. Februar 1887 in München) war ein deutscher Kaufmann und Unternehmer in der Glasindustrie, der die Glasraffinerie in Petersdorf (Schlesien) gründete und dort – erfolgreich, mehrfach prämiert und international beachtet – Ziergläser im Stil des Historismus (und später auch im Jugendstil) produzierte.

## Leben
Fritz Heckert wurde 1837 als achter Sohn des Glasermeisters Johann Andreas Heckert (1789–1852) in Halle an der Saale geboren. Von den neun Geschwistern waren sieben in der Glasbranche tätig. Nach dem Tod des Vaters ging er 15-jährig nach Berlin zu seinem Bruder Carl Ferdinand, dort erlernte er den Beruf eines Kaufmanns. Er erwarb 1862 eine Glasschleiferei, die so genannte Felsenmühle am Zacken bei Petersdorf am Rande des Riesengebirges; 1866 gründete er seine Glasraffinerie in Petersdorf, die er zu einem bedeutenden Unternehmen der Glasveredelung mit zeitweise 200 Mitarbeitern erweitern konnte, das ab 1889 auch über eine Glashütte verfügte. Fritz Heckert starb 1887.

## Glasproduktion
Seine Witwe, später ein Schwiegersohn und ab 1905 sein Sohn Bruno Heckert führten das Unternehmen weiter. 1910 erwarb Heinrich von Loesch, Kammerherr und Rittergutsbesitzer auf Kammerswaldau, das Unternehmen. Es firmierte ab 1911 als Fritz Heckert – Petersdorfer Glashütte KG und wurde 1918 durch die Josephinenhütte des Reichsgrafen Schaffgotsch aus dem benachbarten Schreiberhau erworben. Zudem entstand ein Zusammenschluss mit dem Glasunternehmen Neumann & Staebe in Hermsdorf/Kynast. Bis 1925 existierte dieser Verbund unter der Bezeichnung Jo-He-Ky als Kommanditgesellschaft und danach ging das Heckert-Unternehmen in der Josephinenhütte AG Petersdorf auf, die bis 1945 existierte. Nach dem Ende des Zweiten Weltkriegs wurde die Produktion in den Werken Szklarska Poręba (Schreiberhau) und Piechowice (Petersdorf) fortgeführt. Die zunächst noch verbliebenen deutschen Meister bildeten einen neuen Stamm polnischer Facharbeiter aus. Im Jahre 1958 wurde die Josephinenhütte umbenannt in „Huta Julia“. Die Glashütte in Szklarska Poręba wurde im Jahr 2000 stillgelegt. Somit ist die Glashütte in Piechowice (Petersdorf) das einzige noch erhaltene Denkmal der Josephinenhütte einschließlich der Heckert-Glasraffinerie und der alten berühmten Glastradition des schlesischen Riesengebirges.

## Gläser

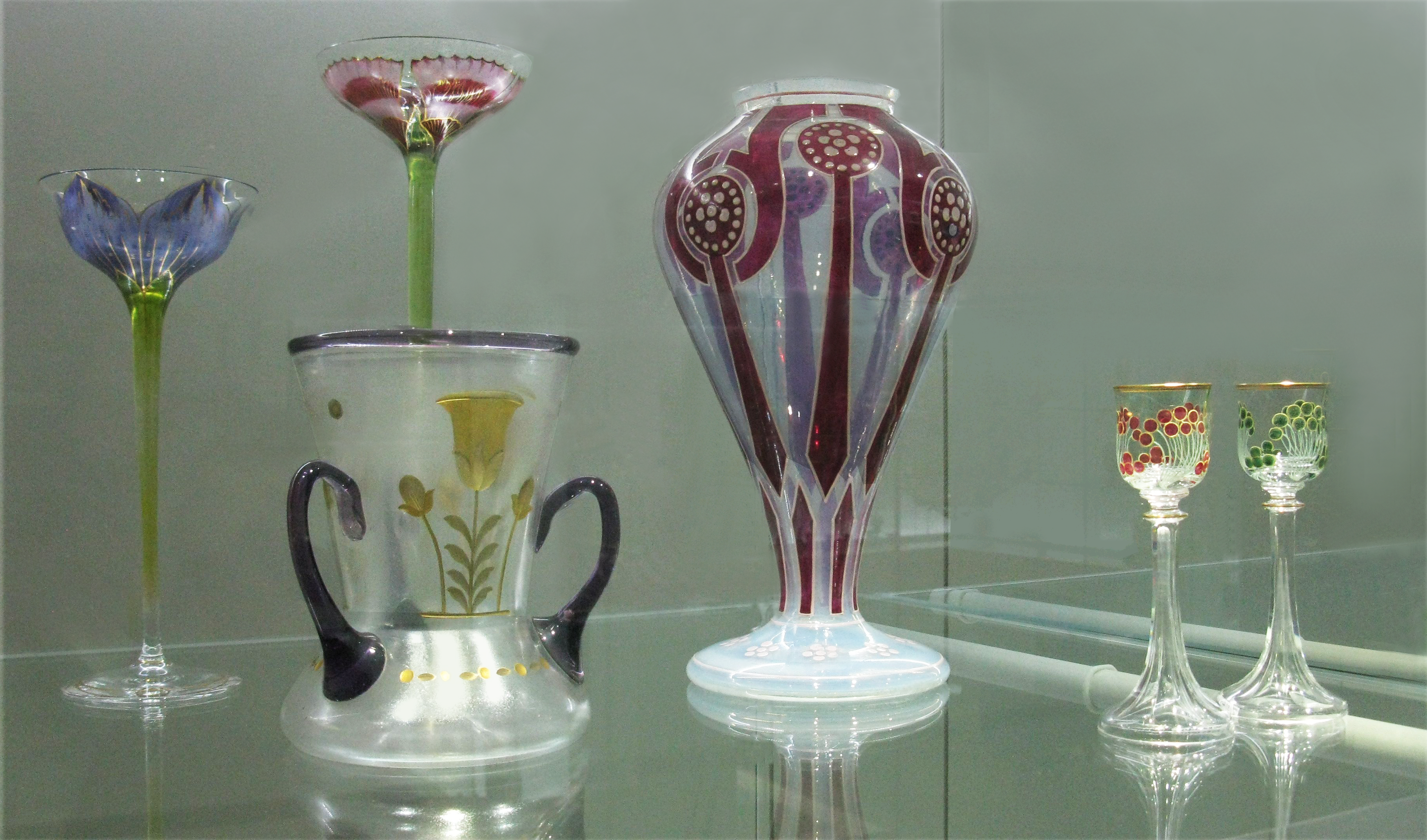
Glasgestaltung von Sütterlin 1900–1910

Manche Gläser der Raffinerie Heckert sind signiert mit dem Kürzel „F. H.“ sowie mit Nummern beziehungsweise Buchstaben gekennzeichnet, das jedoch mit einem unterschiedlichen Erhaltungsgrad. Es handelt sich um Vasen, Humpen, Pokale, Römer, Trinkgläser, Becher, Karaffen, Schalen, Service, Kannen und Zierflaschen.
Die Dekore entstanden nach historisch-alldeutschen Vorbildern, ergaben sich aus orientalischen Mustern, angeregt durch die Weltausstellungen, wurden dekoriert mit Emailfarben-Malerei und dem Umdruckverfahren sowie Glasschleiferei und Oberflächenbearbeitung (z. B. Cyperngläser), ließen sich herstellen mit Überfangglas und in der Masse gefärbten Gläsern (z. B. Uranglas).
All das beschreibt und unterstreicht in hervorragender Weise ein zeitgenössisches Zitat aus der Festschrift zum 50-jährigen Bestehen des Unternehmens F. Heckert im Jahr 1916:
„[Fritz Heckerts] Nachfolger haben es verstanden, den guten Ruf immer mehr zu festigen und auszubreiten, und schon in einer Zeit als die Zusammenarbeit zwischen Künstlern und Fabrikanten noch bei weitem nicht so allgemein geworden war, wie es heute (1916) der Fall ist, waren sie stets für Anregungen aus Kreisen der Techniker und Künstler zugänglich. Von solchen Mitarbeitern seien Prof. Dr. Franz Reuleaux – Ingenieur – Berlin, einstmals einer der Führer der deutschen Technik, Ludwig Sütterlin – Grafiker – Berlin, einer der Erneuerer des deutschen Kunstgewerbes und Prof. Max Rade – Kunstgewerbelehrer – Dresden genannt.
Nachdem die Petersdorfer Glashütte in den 1870er Jahren in ihren Malereien strenge Muster bevorzugt hatte, musste sie die Wiederholung der historischen Stile, die in den 1880er und bis zur Mitte der 1890er Jahre unser Kunstgewerbe beherrschten, mitmachen. Aus jenen Jahren stammen leichte Golddekore, meistens in den zierlichen und unregelmäßigen Formen des Rokoko gehalten und mit Blumenverzierungen, die dann in den 1890er Jahren durch schwere Dekore in Reliefgold abgelöst wurden. Auch die Verzierungsarten waren dem Zeitgeschmack unterworfen. Malereien in Farben und Gold wechselten mit gravierten Verzierungen.
Dann kam eine Zeit, in der die reizvollen Wirkungen, die antike Gläser durch die Lagerungen in der Erde gewonnen hatten, jener schillernde, irisierende Glanz der Schmetterlingsflügel, künstlich durch leichte Metallniederschläge nachgeahmt wurde. In diesen irisierenden, metallisch glänzenden Gläsern war die Petersdorfer Glashütte, die sie unter dem Sammelnamen ‚Cypern‘ in den Handel brachte, tonangebend.
Heute beschäftigen sich die in diesen Abteilungen tätigen Arbeiter hauptsächlich mit der Nachbildung der schönsten Gläser in Museen und Privatsammlungen, mit der Herstellung von Wappengläsern aller Art und mit einem Sonderartikel der Glashütte, den sogenannten „Jodhpur-Gläsern“. Diese Verzierungsart geht auf eine Anregung des Geheimrates Prof. F. Reulaux zurück, die von einer Reise nach Indien von dortigen Eingeborenen hergestellte Emailarbeiten auf Broncegrund nach Hause brachte, deren reiche und dabei doch fein abgestimmte Farbwirkung bei diesen „Jodpur-Gläsern“ durch farbige Glasflüsse erzielt werden.
Allen Heckertschen Gläsern, von wem die Entwürfe auch stammen möchten und welche Techniken auch für die Verzierungen angewandt wurden, hatten das eine gemeinsame, dass sie mit größter Sorgfalt ausgeführt waren.“
Anzumerken ist, dass in allen größeren Glasausstellungen und Sammlungen, z. B. im Museum Karkonoskie in Jelenia Góra (Hirschberg) oder im Glasmuseum Passau, Heckert-Gläser existieren, die die Dekore des Historismus und Jugendstils exemplarisch veranschaulichen.